# Отто фон Лоссов
Отто Герман фон Лоссов (нім. Otto Hermann von Lossow; 15 січня 1868, Гоф — 25 листопада 1938, Мюнхен) — німецький офіцер, генерал-лейтенант рейхсверу.

## Біографія

Генерал-лейтенант фон Лоссов (1922).

Представник дворянського роду, син ландрата Оскара фон Лоссова. Навчався в баварському кадетському корпусі і в 1886 році вступив на службу в гвардійський піхотний полк Баварської армії. В 1892 році був призначений ад'ютантом окружного командування в Розенгаймі. У 1895-98 роках навчався у військовій академії, в 1899 році був відряджений для проходження служби в генеральному штабі, в 1900 році перейшов на посаду ад'ютанта 2-ї Східноазіатської піхотної бригади і брав участь в придушенні Боксерського повстання.
У 1901 році Лоссов повернувся до Баварії, в 1902-04 роках служив при генеральному штабі 1-го армійського корпусу. Наступні 2 роки Лоссов служив командиром роти в своєму полку, а потім повернувся на службу в генеральний штаб. В 1908 році був направлений на службу в генштаб в Берліні. З 1911 року служив військовим радником при генеральному штабі турецької армії і брав участь в Балканських війнах.
У Першу світову війну Лоссов очолив генеральний штаб 1-го резервного корпусу на Західному фронті, потім служив військовим аташе в союзницькій Туреччині. Після війни Лоссов служив в рейхсвері і командував піхотною школою в Мюнхені. З 1 січня 1923 року — командувач 7-м військовим округом. Підтримував тісні зв'язки з генеральним комісаром Густавом фон Каром, відкрито симпатизував Адольфу Гітлеру і НСДАП.
Імперський уряд Веймарської республіки доручив Лоссову закрити заборонену ним газету Völkischer Beobachter, але Лоссов не виконав наказ, за що Ганс фон Зект запропонував йому подати у відставку. Лоссов відмовився піти у відставку добровільно, і 20 березня 1924 року втратив всі посади за рішенням Фрідріха Еберта та Зекта.
В ході Пивного путчу 8 листопада 1923 року Лоссов був затриманий Гітлером в «Бюргербройкеллер» разом з Густавом фон Каром і начальником баварської поліції Гансом фон Зайсером.
Після виходу на пенсію в 1924 році, Лоссов на деякий час виїхав до Туреччини, а потім повернувся в Мюнхен, де і помер 25 листопада 1938 року.

## Звання
- Фенріх портупеї (21 липня 1886)
- Другий лейтенант (9 березня 1888)
- Перший лейтенант (20 червня 1896)
- Гауптман (28 жовтня 1902)
- Майор без патенту (9 березня 1908)
  - 7 березня 1909 року отримав патент.
- Оберстлейтенант (26 січня 1914; патент від 1 жовтня 1913)
- Оберст (30 листопада 1914)
- Генерал-майор без патенту (14 грудня 1917)
  - Пізніше отримав патент від 12 або 19 квітня 1916 року.
- Генерал-лейтенант (1 липня 1921)

## Нагороди
- Китайська медаль в бронзі
- Орден «За військові заслуги» (Баварія)
  - 4-го класу з мечами
  - 3-го класу з короною
  - офіцерський хрест з мечами і короною (11 вересня 1914)
  - 2-го класу з мечами (2 серпня 1919)
- Орден Франциска I, лицарський хрест 2-го класу (Королівство Обох Сицилій) — вручений королем у вигнанні Франциском II в замку Гаратсгаузен.
- Орден Вранішнього Сонця 2-го класу (Японська імперія)
- Орден Червоного орла
  - 4-го класу
  - 2-го класу з мечами і короною
- Орден Корони (Пруссія) 4-го класу
- Орден Альберта (Саксонія), лицарський хрест 1-го класу
- Орден Церінгенського лева, лицарський хрест 1-го класу
- Медаль принца-регента Луїтпольда
- Орден військових заслуг (Іспанія) 1-го класу, білий дивізіон
- Медаль принца-регента Леопольда II (Бельгія; 1909)
- Хрест «За вислугу років» (Баварія) 2-го класу (24 року; 1910)
- Залізний хрест 2-го і 1-го класу
- Почесний кинджал для офіцерів (Османська імперія)
- Галліполійська зірка (Османська імперія)
- Орден «Османіє» (Османська імперія)
- Орден Меджида (Османська імперія)
- Золота медаль «Ліакат» з шаблями (Османська імперія)
- Хрест «За військові заслуги» (Австро-Угорщина) 2-го класу з військовою відзнакою
- Бюст, виконаний Георгом Кольбе (1917)
- Пам'ятна медаль золотого весілля
- Медаль кронпринца Рупрехта в сріблі
- Почесний хрест ветерана війни з мечами
- Бюст, виконаний Арно Брекером (1935)